# Leverano Negroamaro rosso
Il Leverano Negroamaro rosso è un vino DOC la cui produzione è consentita nella provincia di Lecce.

## Caratteristiche organolettiche
- colore: rosso rubino più o meno intenso con eventuali riflessi tendenti al rosso mattone con l'invecchiamento.
- odore: vinoso, etereo, caratteristico
- sapore: pieno, asciutto, vellutato su gradevole fondo amarognolo

## Produzione
Provincia, stagione, volume in ettolitri
- nessun dato disponibile